# Krasław (rejon)
Krasław (łot. Krāslavas rajons) – rejon w południowo-wschodniej Łotwie, funkcjonujący w latach 1949–2009.
Rejon graniczył z Białorusią oraz z rejonami: Dyneburg, Lucyn, Preiļi i Rzeżyca.
Zniesiony 30 czerwca 2009, w ramach reformy administracyjnej.